# Saint-Broladre
 Saint-Broladre  es una población y comuna francesa, situada en la región de Bretaña, departamento de Ille y Vilaine, en el distrito de Saint-Malo y cantón de Pleine-Fougères.

## Demografía
| 1008 | 946 | 881 | 865 | 992 | 1014 |
| Para los censos de 1962 a 1999 la población legal corresponde a la población sin duplicidades (Fuente: INSEE [Consultar]) |     |     |     |     |      |